# Olaf Lies
Olaf Lies (Wilhelmshaven, 8 de mayo de 1967) es un político alemán del Partido Socialdemócrata (SPD).

## Biografía

### Formación y carrera profesional
Lies cursó la educación primaria y secundaria en Sande, completando posteriormente una formación profesional como técnico en electrónica de comunicaciones en el Arsenal Naval de Wilhelmshaven. Después de cumplir con el servicio militar obligatorio en la Marina alemana, asistió a una escuela técnica superior y estudió ingeniería eléctrica en la Universidad de Ciencias Aplicadas de Wilhelmshaven, obteniendo el título de Diplom-Ingenieur. Desde 1995, trabajó como asistente científico en la misma institución y, a partir de 1996, fue miembro del comité de empresa, llegando a ser su presidente.

### Trayectoria política

#### Política local
Lies se unió al SPD en enero de 2002. Ese mismo año, fue elegido presidente de la sección local del partido en Sande y miembro del consejo municipal. En 2003, se convirtió en vicepresidente del subdistrito del SPD en Friesland y, en 2005, asumió la presidencia del mismo. Desde 2006, es miembro del consejo del distrito de Friesland y vicepresidente del mismo.

#### Parlamento estatal
En las elecciones estatales de 2008, Lies fue elegido miembro del Parlamento Regional Bajo Sajón por el distrito de Friesland. Fue reelegido en 2013, 2017 y 2022. Entre 2010 y 2013, se desempeñó como vicepresidente del grupo parlamentario del SPD y portavoz de política portuaria.

#### Gobierno estatal
El 29 de mayo de 2010, Lies fue elegido presidente del SPD en Baja Sajonia, cargo que ocupó hasta enero de 2012. En febrero de 2013, fue nombrado Ministro de Economía, Trabajo y Transporte en el gobierno de Stephan Weil, cargo que desempeñó hasta noviembre de 2017. Posteriormente, fue Ministro de Medio Ambiente, Energía, Construcción y Protección del Clima hasta noviembre de 2022. Desde noviembre de 2022 hasta mayo de 2025, volvió a ocupar el cargo de Ministro de Economía, que incluyó competencias en vivienda, transporte y digitalización.

#### Ministro Presidente
El 1 de abril de 2025, Stephan Weil anunció su renuncia como Ministro Presidente y presidente del SPD en Baja Sajonia. El 20 de mayo de 2025, el Landtag eligió a Olaf Lies como su sucesor con 80 de 144 votos. El 24 de mayo de 2025, fue elegido presidente del SPD en Baja Sajonia. Su gobierno, conocido como el Gabinete Lies, continúa la coalición entre el SPD y Alianza 90/Los Verdes.

#### Federal
Lies ha participado en negociaciones para formar gobiernos federales en Alemania. Después de las elecciones federales de 2017, formó parte del grupo de trabajo sobre energía, protección del clima y medio ambiente. Tras las elecciones federales de 2021, integró el grupo de trabajo sobre agricultura y nutrición en las negociaciones para formar la coalición "semáforo" entre el SPD, Los Verdes y el FDP.

## Actividades adicionales
- Miembro del consejo asesor de la Agencia Federal de Redes para Electricidad, Gas, Telecomunicaciones, Correos y Ferrocarriles (BNetzA).
- Miembro del consejo de supervisión de Deutsche Messe AG.
- Miembro del consejo de supervisión de Volkswagen AG desde 2013.
- Presidente de la Demografieagentur Für Die Niedersächsische Wirtschaft GmbH.

- Presidente de Jadeweserport Realisierungs-Beteiligungs-GmbH.[11]

- Miembro del consejo asesor político del Foro Empresarial del SPD desde 2020.

- Miembro del patronato de la Fundación Federal Alemana para el Medio Ambiente (DBU) desde 2018.[12]

## Posiciones políticas
Lies ha abogado por aprovechar las oportunidades económicas en el sector de defensa, destacando la importancia estratégica de los puertos en Baja Sajonia. Ha promovido la reducción de la burocracia y la creación de un "estado preciso" que delegue responsabilidades a ciudadanos y empresas. También ha enfatizado la necesidad de invertir en infraestructura logística y ha apoyado proyectos como la terminal de GNL en Wilhelmshaven para diversificar las fuentes de energía de Alemania.

## Vida personal
Olaf Lies está casado, tiene dos hijos y profesa la religión evangélica.